# Teluk Sikumbang
Teluk Sikumbang is een bestuurslaag in het regentschap Merangin van de provincie Jambi, Indonesië. Teluk Sikumbang telt 601 inwoners (volkstelling 2010).